# Zouheir El Graoui
Zouheir El Graoui, né le 1er juillet 1994 à Casablanca, est un joueur marocain de beach-volley et de volley-ball.

## Carrière

### Beach-volley
Zouheir El Graoui remporte avec Mohamed Abicha la médaille d'or  des Championnats d'Afrique de beach-volley en 2017 à Maputo et des Championnats d'Afrique de beach-volley en 2019 à Abuja et en 2022 à Agadir, la médaille de bronze aux Jeux africains de plage de 2019 à Sal et la médaille d'argent des Jeux africains de 2019 à Rabat. En juin 2023, il participe à la deuxième édition des Jeux africains de plage à Hammamet en Tunisie, où pour la première fois il joue en 4 vs 4 et remporte la médaille d’or.
Il est médaillé d'argent des Championnats d'Afrique en 2025 avec Iliyas Lazar.

### Volley-ball indoor
Zouheir El Graoui joue au poste de réceptionneur-attaquant. Il joue de 2010 à 2013 au Tihad Sportif Club, de 2015 à 2016 à Al-Khor SC au Qatar et de 2016 à 2017 à l'Asswehly Sports Club en Libye.
Il joue à partir de 2018 en France, au Stade poitevin volley beach avant de rejoindre le Tours Volley-Ball en 2020, signant un contrat de deux ans. En décembre 2021, il rejoint le club polonais Stal Nysa. 
Avec l'équipe du Maroc de volley-ball, il est notamment médaillé de bronze du Championnat d'Afrique masculin de volley-ball 2013 et du Championnat d'Afrique masculin de volley-ball 2015, cinquième du Championnat d'Afrique masculin de volley-ball 2017 et quatrième des  Jeux africains de 2019.